# بروکلین بکهام
بروکلین جوزف بکهام (انگلیسی: Brooklyn Joseph Beckham؛ زادهٔ ۴ مارس ۱۹۹۹) مدل، عکاس و آشپز اهل لندن است. او بزرگترین پسر دیوید بکهام است. .